# AVSI
A Fundação AVSI é uma organização não governamental sem fins lucrativos criada em 1972 em Cesena, Itália, e está comprometida com 107 projetos de cooperação para o desenvolvimento em 30 países.
A AVSI está presente na África, América Latina e Caribe, Europa Oriental, Oriente Médio e Ásia, e atua em diversos setores, como educação, desenvolvimento urbano, saúde, trabalho, agricultura, segurança alimentar e água, energia e ambiente, emergências humanitárias e migração, com uma rede de mais de 60 organizações.
A equipe é composta por cerca de 1.300 pessoas e conta com uma rede de aproximadamente 1.000 voluntários na Itália.

## Finalidade
A missão da AVSI é promover a dignidade da pessoa humana através de atividades de cooperação para o desenvolvimento, com uma atenção especial à educação, no trilho do ensino da Doutrina Social Católica.

## Atividades
Para alcançar seus objetivos a AVSI emprega cerca de 20 milhões de euros por ano. Os principais financiadores são a União Europeia, as agências das Nações Unidas, do governo italiano, de autoridades locais, empresas privadas e indivíduos.[carece de fontes?]
A AVSI é reconhecida desde 1973 pelo Ministério das Relações Exteriores italiano como sendo uma organização não governamental para a cooperação internacional. Ele é registrado como uma organização internacional na Agência dos Estados Unidos para o Desenvolvimento Internacional (USAID). É credenciada desde 1996 no Conselho Económico e Social das Nações Unidas (ECOSOC). É credenciada com status consultivo na Organização das Nações Unidas para o Desenvolvimento Industrial (UNIDO) e pelo Fundo das Nações Unidas para a Infância (UNICEF). Está listado na Lista Especial das Organizações Não Governamentais da Organização Internacional do Trabalho (OIT). A AVSI é também um organismo aprovado pela Comissão do Governo italiano para acompanhar procedimentos de adoção internacional.
Seus sócios principais são outras entidades sem fins lucrativos, inclusive 23 ONG locais que estão presentes nos vários países onde atua. Como estrutura é, portanto, uma rede de associações. Esse é o motivo para a AVSI pertencer ao Conselho Económico e Social das Nações Unidas, uma vez que representa uma rede de desenvolvimento. Um exemplo desse modo de atuação da AVSI é no combate à Aids em Uganda, onde a AVSI participa do projeto em nível nacional. Depois de anos de atuação, os resultados mostraram que Uganda é hoje um dos poucos países africanos em que a curva de crescimento da doença reverteu, diminuindo a incidência da doença no país.

### AVSI Brasil
Nos principais projetos desenvolvidos no Brasil a AVSI atua em convênio com o poder público. Para fortalecer a presença da Fundação AVSI no Brasil, inicialmente foi instalada uma filial da organização italiana. Com o fortalecimento da atuação local, em 2007, foi fundada a AVSI Nordeste. Sediada em Salvador, a AVSI Nordeste instalou uma filial em Recife e escritórios nos estados de Minas Gerais e Rio de Janeiro. Para consolidar o crescimento da organização brasileira e do desenvolvimento da presença da Fundação AVSI no Brasil nos últimos anos, a AVSI Nordeste foi instituída AVSI Brasil. Assim, a experiência acumulada em mais de 30 anos de atuação no Brasil é útil no desenvolvimento de diversas iniciativas e projetos no território nacional, sem perder de vista a clara relação e origem com a Fundação AVSI.
A AVSI coopera ainda com uma rede de quarenta instituições privadas que atendem sete mil crianças, com quinhentos funcionários, em Manaus, Macapá, Recife, Salvador, Brasília, Belo Horizonte, São Paulo e Rio de Janeiro. As atividades desenvolvidas são: Centros de Acolhida para crianças em situação de risco físico e social, atendimento a crianças desnutridas, escolas infantis, reforço escolar para crianças e adolescentes de sete a dezesseis anos que freqüentam escolas públicas, e centros de apoio à família. A AVSI desenvolve cursos para educadores do ensino infantil e de formação para todos os funcionários. No Brasil, essa rede apóia as quarenta instituições e não as famílias diretamente, para que seja possível garantir a continuidade para as iniciativas educativas e para garantir a presença e intervenção de um educador adulto capaz de avaliar a situação e as necessidades de cada criança e de sua família.
Na Bahia, junto com a Companhia de Desenvolvimento Urbano do Estado da Bahia (Conder) a AVSI coordena o Projeto de Apoio Técnico e Social do Programa Ribeira Azul, que envolve projetos de urbanização de Novos Alagados e outras áreas precárias com trinta mil famílias atendidas e sessenta milhões de dólares de orçamento. Para esse programa, a AVSI foi destinatária do maior financiamento do Banco Mundial para uma ONG.